# Vanda denisoniana
Vanda denisoniana es una especie de orquídea que se encuentra desde China (Yunnan) hasta el norte de Indochina.

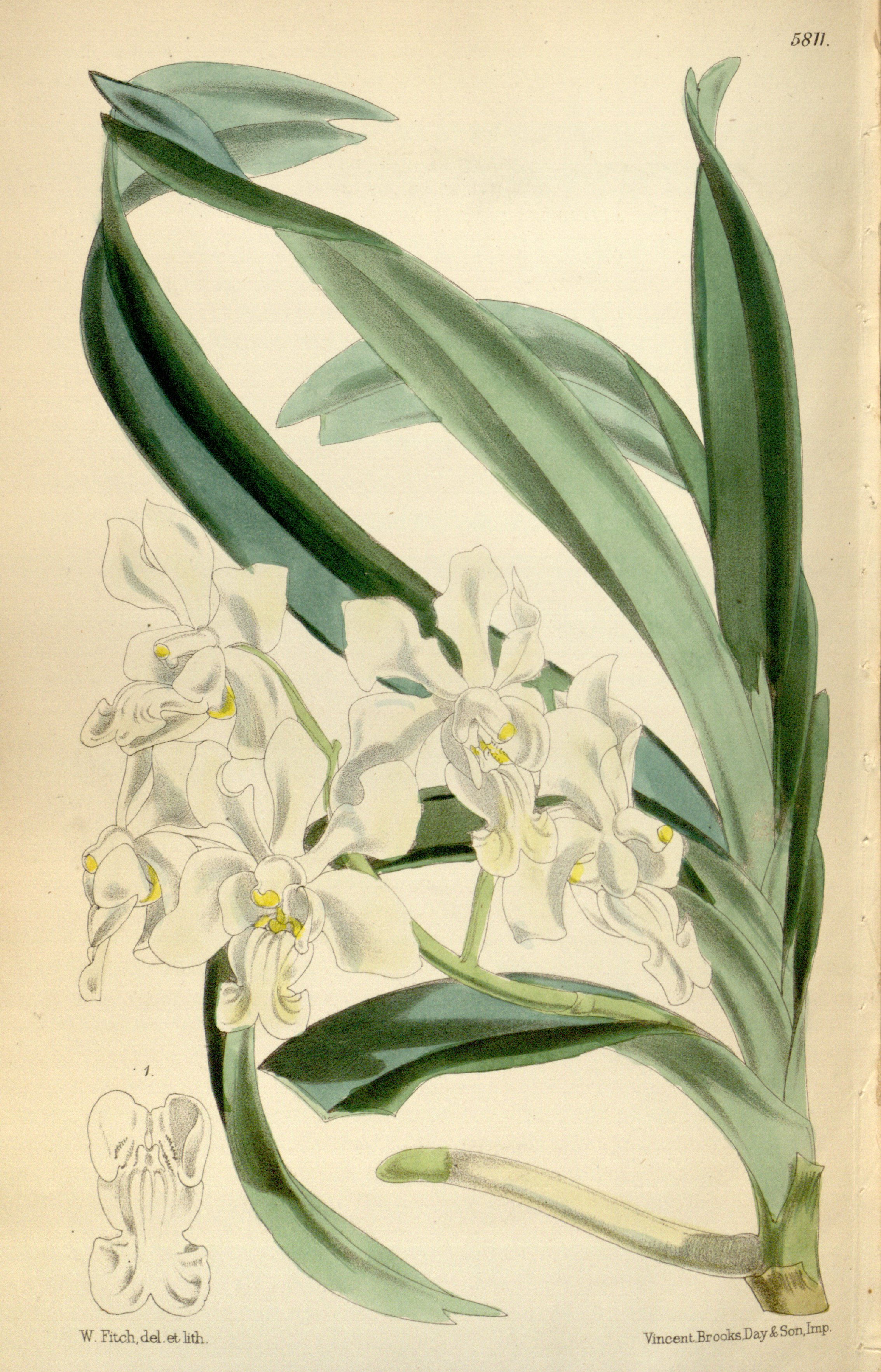
Ilustración

## Descripción
Es una planta de gran tamaño, que prefiere el clima cálido, de hábitos epifitas creciendo con hojas liguladas, y curvadas. Florece en una inflorescencia axilar de 15 cm de largo, con 4 a 6 flores que aparecen al final del invierno y la primavera, las flores son de cera y tienen, al atardecer, un olor fuerte de vainilla.

## Distribución y hábitat
Se encuentra en Yunnan en China, Birmania, Tailandia, Laos y Vietnam en los bosques montanos primarios en elevaciones de 450 a 1200 metros en las montañas de Arrakan. y es un gran tamaño, agrupamiento, caliente se enfríe epifita 

## Taxonomía
Vanda denisoniana fue descrita por Benson ex Rchb.f. y publicado en The Gardeners' Chronicle & Agricultural Gazette 528. 1869.
Etimología
Vanda: nombre genérico que procede del nombre sánscrito dado a la especie  Vanda tessellata  en la India, también puede proceder del latín (vandi) y del griego (dios santísimo ).
denisoniana: epíteto otorgado en honor de Lady Denison Londesborough, una entusiasta inglesa de las orquídeas.
sinonimia
- Vanda denisoniana var. hebraica Rchb.f.
- Vanda henryi Schltr.
- Vanda denisoniana var. tessellata Guillaumin[3][4]